# Hr.Ms. M 2 (1918)
De Hr.Ms. M 2 is een Nederlandse mijnenveger van de M-klasse. Het schip is gebouwd als de sleepboot Marie 2 door scheepswerf Van der Kuy & van der Ree. Het schip werd door Nederlandse marine in 1918 aangekocht en omgebouwd tot mijnenveger. Nog datzelfde jaar werd het schip als Mijnenveger 2 in dienst genomen. Later werd de naam van het schip veranderd in M 2.

## De M 2 voor de Tweede Wereldoorlog
De M2 is in 1938 - 1939 gebruikt als platform voor geheim onderzoek naar onderwatergeluid met behulp van perifonen door het Meetgebouw van de Comissie voor Physische Strijdmiddelen.   

## De M 2 tijdens de Tweede Wereldoorlog
Tijdens de Duitse aanval op Nederland in 1940 was de M 2 net als de M 1, M 3 en M 4 verbonden aan de 2de divisie mijnenvegers in IJmuiden. Op 13 mei 1940 liep de M 2 op een mijn in het Noordzeekanaal ter hoogte van Velsen. Bij de explosie kwamen zeven van de 16 opvarende om het leven.

### De M 2 in Duitse dienst
De Duitse strijdkrachten lieten de M 2 in juli 1940 lichten en repareren en namen het in dienst als LAZ 47 bij het Lazerett verband. Op 17 september 1940 liep het schip tijdens het binnenkomen van de haven van IJmuiden tijdens een storm op het wrak van het stoomschip Jan Pieterszoon Coen. Later die maand werd het schip gelicht en naar de Amsterdamsche Droogdok Maatschappij gebracht waar het schip gerepareerd en verlengd werd. Na de aanpassingen werd de „LAZ 47” als sleepboot in de vaart genomen door Fairplay Schleppdampfschiffs Reederei Richard Borchard GmbH, Hamburg, Inh. Fairplay Stiftung Hamburg, onder de naam „Fairplay X” in de havendienst te Hamburg.

## De M 2 na de Tweede Wereldoorlog
In 1945 kwam de „Fairplay X” onder beheer van het Westindisches Schiffahrtskontor.
1946 werd de „Fairplay X” weer een deel van de vloot van Fairplay Schleppdampfschiffs Reederei Richard Borchard GmbH, Hamburg.
1965 werd de „Fairplay X” verkocht aan Rud. Hamstorff Wasserbau & Travewerft GmbH. Te Lubeck. De „Fairplay X” is in 1965 gesloopt te Lübeck bij Harmstorff Wasserbau GmbH.